# Герсхајм
Герсхајм (њем. Gersheim) општина је у њемачкој савезној држави Сарланд. Једно је од 7 општинских средишта округа Сарпфалц. Према процјени из 2010. у општини је живјело 6.972 становника. Посједује регионалну шифру (AGS) 10045113.

## Географски и демографски подаци
Герсхајм се налази у савезној држави Сарланд у округу Сарпфалц. Општина се налази на надморској висини од 233 метра. Површина општине износи 57,4 km². У самом мјесту је, према процјени из 2010. године, живјело 6.972 становника. Просјечна густина становништва износи 121 становника/km².

## Међународна сарадња
| Мјесто   | Држава    | Врста сарадње | Од    |
| -------- | --------- | ------------- | ----- |
|          | Француска | партнерство   | 1962. |
| Базанкур | Француска | партнерство   | 1989. |
| Извор    |           |               |       |